# OKO (gebouw)
OKO (Russisch voor oog) is een wolkenkrabber op plaats 16 in het Internationaal Zakencentrum van Moskou, Rusland.
Het gebouw heeft een noord- en een zuidtoren, waarvan de noordtoren een hoogte heeft van 354,1 meter en de zuidtoren een hoogte van 245 meter.
De bouw werd gestart in 2011, was klaar in 2015 en werd uitgevoerd door het Amerikaanse architectenbureau Skidmore, Owings & Merrill.